# Buhlsbach
Buhlsbach (fränkisch: „Bulschba“) ist ein Gemeindeteil des Marktes Lehrberg im Landkreis Ansbach (Mittelfranken, Bayern). Buhlsbach liegt in der Gemarkung Lehrberg.

## Geografie
Durch das Dorf fließt der Pulverbach und an einen namenlosen Bach, der dort als rechter Zufluss in den Pulverbach mündet. Im Süden grenzt das Brandholz an, 0,5 km nördlich liegt das Lehrberger Holz. Die Kreisstraße AN 10 führt an Kühndorf vorbei und die Staatsstraße 2255 kreuzend nach Schönbronn (2,5 km östlich) bzw. an der Dauers- und Pulvermühle vorbei nach Lehrberg (2 km westlich).

## Geschichte
Der Ort wurde 1274 als „Bullingspach“ erstmals urkundlich erwähnt. Das Bestimmungswort des Ortsnamens ist der Personenname Bulling. Eine Person dieses Namens ist als Gründer der Siedlung anzunehmen.
Im 16-Punkte-Bericht des Oberamtes Ansbach von 1684 wurden für Buhlsbach mit der Buhls- und Dauersmühle 8 Mannschaften angegeben. Grundherren waren das Hofkastenamt Ansbach (3 Anwesen) und das Hochstift Eichstätt (5 Anwesen). Das Hochgericht übte das brandenburg-ansbachische Hofkastenamt Ansbach aus. Die Dorf- und Gemeindeherrschaft hatte das brandenburg-ansbachische Vogtamt Lehrberg.
Auch gegen Ende des 18. Jahrhunderts gab es in Buhlsbach mit den beiden Mühlen 8 Anwesen. Das Hochgericht übte weiterhin das Hofkastenamt Ansbach aus. Die Dorf- und Gemeindeherrschaft hatte das brandenburg-ansbachische Vogtamt Lehrberg. Grundherren waren das Hofkastenamt Ansbach (1 Hof, 2 Mühlen) und das eichstättische Propsteiamt Herrieden (5 Güter). Neben den Anwesen gab es kommunale Gebäude (Hirtenhaus, Brechhaus). Von 1797 bis 1808 unterstand der Ort dem Justiz- und Kammeramt Ansbach.
Im Rahmen des Gemeindeedikts wurde Buhlsbach dem 1808 gebildeten Steuerdistrikt Lehrberg und der 1811 gegründeten Ruralgemeinde Lehrberg zugeordnet.

### Baudenkmal
- Haus Nr. 8: zugehörig Scheune, Sandsteinquaderbau mit Fachwerk, Krüppelwalmdach, 18. Jahrhundert[13]

### Einwohnerentwicklung
| Jahr      | 001818 | 001840 | 001861 | 001871 | 001885 | 001900 | 001925 | 001950 | 001961 | 001970 | 001987 | 002008 |
| Einwohner | 64     | 44     | *67    | 60     | 55     | 51     | 43     | 66     | 52     | 54     | 38     | 49     |
| Häuser    | 10     | 10     |        |        | 10     | 10     | 9      | 9      | 11     |        | 12     |        |
| Quelle    | [ 15 ] | [ 16 ] | [ 17 ] | [ 18 ] | [ 19 ] | [ 20 ] | [ 21 ] | [ 22 ] | [ 23 ] | [ 24 ] | [ 25 ] | [ 1 ]  |

## Religion
Der Ort ist seit der Reformation evangelisch-lutherisch geprägt und bis heute nach St. Margaretha (Lehrberg) gepfarrt. Die Einwohner römisch-katholischer Konfession waren zunächst nach St. Ludwig (Ansbach) gepfarrt, seit 1970 ist die Pfarrei Christ König (Ansbach) zuständig.

## Wanderwege
Durch den Ort verläuft der Fränkische Jakobsweg. Weitere Fernwanderweg sind die Magnificat-Route des Fränkischen Marienweg und der Weg Grünes Schlüsselloch.